# 周政 (明朝)
周政（1441年—？），字尚德，浙江杭州府仁和縣人，民籍。明朝政治人物。進士出身。

## 生平
浙江鄉試第十三名。成化五年（1469年）乙丑科會試第七十三名，殿試登進士第二甲第七十四名。官雲南參政。

## 家族
曾祖父周宗善。祖父周賢。父亲周俊。